# 1935 en droit
Cet article présente les faits marquants de l'année 1935 en droit.

## Événements
- Les terres sont redistribuées au Mexique. Lois sur la protection sociale et l’éducation.
- Henri Capitant fonde l'Association des Juristes de Langue Française, aujourd'hui appelée, Association Henri Capitant des amis de la culture juridique française[1].

### Juin
- 21 juin[2] : fin de la XIXe Conférence internationale du travail (Genève) avec les représentants de 48 états. Les principales questions abordées sont les congés payés, le chômage des jeunes, l'emploi des femmes aux travaux souterrains et la réduction hebdomadaire du travail à 40 heures. Finalement très peu d'avancées sociales.

### Juillet
- 13 juillet : dissolution et confiscation des biens des associations de Témoins de Jéhovah.

### Août
- 17 août : dissolution des ordres francs-maçons en Allemagne.

### Novembre
- 18 novembre : la Société des Nations adopte des sanctions limitées contre l'Italie qui a envahi l'Éthiopie. Les rationnements frappent les Italiens dès 1935.